# 段榮
段荣（478年—538年），表字子茂，武威郡姑臧县（今甘肃省武威市）人北魏、東魏官员。

## 生平
北魏安北府司馬段連之子。因是豪门，被迁至北边，就安家于五原郡。段荣自幼好历算星术，专意天文。北魏正光初年他观察天文現象，认为不到十年，就有大乱了。六镇之乱兴起，段荣就和同乡故老及妻儿南下，来到平城。遇上杜洛周作乱。段荣和高欢謀議殺害杜洛周，失敗后投靠爾朱荣。
後段荣和高欢一起起兵，任行台右丞、西北道慰喻大使，出使晓谕官民。高欢攻打鄴城，段荣留守信都郡，任镇北将軍、定州刺史。在邺城未攻下时，軍需物資都由段荣補給。高欢入洛陽，以段荣之功封他为姑臧县侯，食邑八百户。转任瀛州刺史。段荣之妻婁信相是高欢之妻婁昭君（武明婁皇后）的姐姐，段荣因为自己是高欢的親族，拒绝諸将推薦不去瀛州赴任。后任行相州事，又改任济州刺史。536年，行泰州事。段荣性格温和，为政宽容，得到官民的愛戴。高欢攻打关中，段荣以为時尚早反对。高欢在渭曲战敗，说：“我不采纳段荣的意见，弄到这个地步。”
537年，段荣任山東大行台、大都督，甚得民心。538年，任儀同三司。539年五月，段荣去世，虚岁六十二。追贈使持節、定冀滄瀛四州諸軍事、定州刺史、太尉、尚書左僕射，谥号昭景。北齐建国后，齐文宣帝高洋于天保元年六月壬午（550年7月3日）诏令，已故定州刺史段荣等人辅佐先帝，协助治理皇室基业，有的不幸早年去世，有的以身殉职，可以派遣使者到墓地进行祭奠，并安抚慰问他们的妻子儿女，安慰兼及活着或死去的人。皇建元年十一月庚申（560年12月15日），齐孝昭帝高演诏令将段荣等十二人合祭于高欢的宗庙之中562年，贈大司馬、尚書令，追封武威王。

## 家庭

### 夫人
- 正室：婁信相（487年 - 525年，婁内干長女，婁太后姐）[5]
- 繼室：梁令春（502年 - 561年，安定郡君）

### 子女
- 段韶
- 段孝言
- 段寧安
- 段昭儀，齐文宣帝昭仪

## 注
1. ↑  《北齐书·卷四·帝纪第四》：诏故太傅孙腾、故太保尉景、故大司马娄昭、故司徒高昂、故尚书左仆射慕容绍宗、故领军万俟干、故定州刺史段荣、故御史中尉刘贵、故御史中尉窦泰、故殷州刺史刘丰、故济州刺史蔡俊等并左右先帝，经赞皇基，或不幸早徂，或殒身王事，可遣使者就墓致祭，并抚问妻子，慰逮存亡。
2. ↑  《北史·卷七·齐本纪中第七》：壬午，诏故太傅孙腾、故太保尉景、故大司马娄昭、故司徒高敖曹、故尚书左仆射慕容绍宗、故领军万俟干、故定州刺史段荣、故御史中尉刘贵、故御史中尉窦泰、故殷州刺史刘丰、故济州刺史蔡俊等，并左右先帝，经赞皇基，或不幸早殂，或陨身王事，可遣使者就墓致祭，并抚问妻子。
3. ↑  《北齐书·卷六·帝纪第六》：庚申，诏以故太师尉景、故太师窦泰、故太师太原王娄昭、故太宰章武王厍狄干、故太尉段荣、故太师万俟普、故司徒蔡俊、故太师高乾、故司徒莫多娄贷文、故太保刘贵、故太保封祖裔、故广州刺史王怀十二人配飨太祖庙庭，故太师清河王岳、故太宰安德王韩轨、故太宰扶风王可朱浑道元、故太师高昂、故大司马刘丰、故太师万俟受洛干、故太尉慕容绍宗七人配飨世宗庙庭，故太尉河东王潘相乐、故司空薛脩义、故太傅破六韩常三人配飨显祖庙庭。
4. ↑  《北史·卷七·齐本纪中第七》：庚申，诏以故太师尉景、故太师窦泰、故太师太原王娄昭、故太宰章武王库狄干、故太尉段荣、故太师万俟普、故司徒蔡俊、故太师高乾、故司徒莫多娄贷文、故太保刘贵、故太保封祖裔、故广州刺史王怀十二人配飨太祖庙庭；故太师清河王岳、故太宰安德王韩轨、故太宰扶风王可朱浑道元、故太师高昂、故大司马刘丰、故太师万俟受洛干、故太尉慕容绍宗十一人配飨世宗庙庭；故太尉河东王潘相乐、故司空薛修义、故太傅破六韩常三人配飨高祖庙庭。
5. ↑  《齐故大司馬武威昭景王妃婁氏墓志銘》

## 延伸阅读
[在维基数据编辑]
 《北齊書·卷16》，出自李百药《北齊書》
 《北史·卷054》，出自李延壽《北史》